# Tiempo de espadas
Tiempo de espadas es una obra de teatro en dos actos de Jaime Salom, estrenada en 1972.

## Argumento
En esta obra se recrea la pasión y muerte de Cristo, pero tal y como se hubiese desarrollado, de haber sucedido en la época en la que fue escrita la pieza.

## Estreno
- Teatro Beatriz, Madrid, 28 de septiembre de 1972.
  - Dirección: Josep Maria Loperena.
  - Intérpretes: Juan Polo, Sancho Gracia, José Manuel Cervino, Silvia Tortosa, Rafael Arcos, José María Guillén, Adriá Gual, Álvaro de Luna, Vicente Haro y Amparo Soto.

- Teatro Moratín, Barcelona, 30 de octubre de 1973 
  - Dirección: Josep Maria Loperena.
  - Intérpretes: Sancho Gracia, Ana María Barbany, Gloria Martí, Juan Carlos Ruiz, Carlos Lucena, Joan Pera, Manuel Torremocha, Jorge Vico y Francisco Pamies.